# Geografia urbana
La geografia urbana és la part de la geografia, que estudia les ciutats, i entitats menors formades per agrupacions, o nuclis, d'habitatges.
Per exemple, es poden distingir les ciutats Barcelona, València, o Palma, les viles, i els llocs Sant Jordi (Mallorca). Les ciutats i viles formen un municipi, és a dir, l'entitat política local; en altres paraules el territori mínim d'un estat, amb un govern municipal organitzat segons les normes polítiques de cada Estat.
L'única diferència entre una ciutat i una vila és el nombre dels seus habitants. Es parla d'un lloc quan ens referim a una entitat urbana que no té autonomia des del punt de vista polític, encara que estigui aïllat d'altres nuclis de població.

## Tipologia de ciutats
- Segons la seva grandària: mesurat pel nombre d'habitants, o la importància de la zona d'influència, o rang en la jerarquia urbana (vila o poble, ciutat, ciutat mitjana, gran ciutat, metròpolis, megalòpolis)
- En funció de la seva activitat dominant: poble agrícola, una ciutat industrial, ciutat comercial, plaça financera, ciutat cruïlla (o node de ferrocarril, port, aeroport), ciutat administrativa, ciutat universitària, ciutat turística. Totes aquestes activitats es descriuen amb la noció de funció urbana.
- D'acord amb el seu pla (mapa Pla hipodàmic o ortogonal, radioconcentric)
- D'acord amb la seva edat (ciutats antigues, medievals, modernes, contemporànies)
- En funció del seu nivell de desenvolupament (les ciutats dels països desenvolupats, les ciutats del Tercer Món)
- De la civilització a la qual pertanyen (les ciutats europees, les ciutats a Amèrica del Nord, les ciutats d'Amèrica Llatina, les ciutats musulmanes, ciutats de l'Índia, les ciutats xineses, les ciutats d'Àfrica)
- D'acord al seu creixement geogràfic: la ciutat "vertical" (Abidjan, Tòquio) o horitzontal (Los Angeles).